# December 1995
Dit artikel geeft een chronologisch overzicht van alle belangrijke gebeurtenissen per dag in de maand december van het jaar 1995.

## Gebeurtenissen
- 5 - Frankrijk wordt lamgelegd door een algemene staking van spoorwegpersoneel en andere ambtenaren tegen herziening van het pensioenstelsel en andere bezuinigingsmaatregelen. Het spoor, de RER en de posterijen liggen plat tot het pensioenplan op 15 december wordt ingetrokken.
- De Soufrière-vulkaan op Montserrat komt tot uitbarsting.

### 13 december
- Het Nederlands elftal plaatst zich voor het EK voetbal 1996 door in de play-off met 2-0 te winnen van Ierland. Beide treffers op Anfield Road komen op naam van Patrick Kluivert. Verdediger Winston Bogarde (Ajax) maakt zijn debuut voor de ploeg van bondscoach Guus Hiddink.

### 14 december
- Met de ondertekeningen van de akkoorden van Dayton in Parijs wordt de Bosnische Burgeroorlog beëindigd.

### 15 december
- Het Bosmanarrest van het Europees Hof van Justitie schept nieuwe verhoudingen in de voetbalwereld. Voetbalprofs mogen voortaan, na het verstrijken van hun contract, transfervrij vertrekken. Dit komt hun marktwaarde aanzienlijk ten goede.

### 16 december
- Iraakse duikers onder leiding van UNSCOM vinden in de Tigris nabij Bagdad meer dan 200 Russische raketten en raketonderdelen.

<< · januari · februari · maart · april · mei · juni · juli · augustus · september · oktober · november · december · >>